# Aloys Wobben
Aloys Wobben (Rastdorf, 30 de enero de 1952-3 de agosto de 2021)  fue un empresario e inventor alemán, codirector junto a Hans-Dieter Kettwig de Enercon GmbH, empresa dedicada a la fabricación de aerogeneradores, de la cual es además, fundador y propietario.

## Trayectoria
Estudió ingeniería eléctrica en la Universidad Técnica de Braunschweig (Baja Sajonia-Alemania).
Involucrado desde principios de los años 1970 en el ámbito de la energías renovables, centró en un principio su atención en la técnica de los convertidores y rectificadores de tensión. Simultáneamente en 1975 y con la ayuda de su compañero de estudios, Meinhard Remmers, diseñó y construyó su primer aerogenerador. Aquel pequeño aerogenerador tenía una potencia nominal de solo 22 kW.
En 1984, nace Enercon GmbH, y pese a que en un principio contaba con únicamente tres trabajadores, caminaba determinadamente hacia lo que sería un gran proyecto, tanto económica como tecnológicamente.
Gracias al desarrollo y producción de aerogeneradores, Enercon GmbH se convirtió en los años siguientes en la compañía alemana con más éxito en el sector eólico.
Así en 1993, se produciría un gran acontecimiento tecnológico que revolucionaría el mundo de la generación de energía eléctrica mediante el aprovechamiento de los recursos eólicos, al ser Enercon GmbH la primera empresa en desarrollar y producir en serie el primer aerogenerador sin multiplicador, el modelo Enercon E-40 con un rendimiento de 500 kW. Este modelo superó todas las expectativas previstas, y consolidó a Enercon GmbH como productor de aerogeneradores a nivel mundial.
Desde entonces Enercon GmbH se ha establecido como una empresa de primer nivel en la producción y desarrollo de aerogeneradores, siendo líder del mercado alemán, y situándose entre las tres primeras empresas del mercado mundial, superada solamente por la danesa Vestas y la española Gamesa.
Los aerogeneradores Enercon tienen, gracias a su técnica desprovista de multiplicador, menos piezas sometidas tanto a desgaste como a cargas mecánicas, y por ello un funcionamiento más suave, de ahí que sean consideradas como el “Mercedes” de los aerogeneradores.
Como durante los primeros años de vida de Enercon GmbH, actualmente Wobben se dedica personalmente al diseño y desarrollo de los aerogeneradores, compatibilizando dicha tarea con las propias de gestión de la empresa. Su afán innvovador y conciencia ecológica, hacen que Enercon GmbH haya abierto diferentes líneas de investigación en otros campos de las energías renovables. Así en el departamento de I + D se cuenta con diferentes equipos que desarrollan e investigan nuevas tecnologías en el campo de la desalación, la cogeneración o la energía solar.
Asimismo Enercon GmbH desarrolla una política de reinversión de los beneficios generados por la venta de los aerogeneradores, dedicando gran parte de ellos a la inversión para la mejora de los medios de producción y la investigación y desarrollo de nuevos e innovadores productos.
Desde su creación en 1984, Enercon GmbH ha experimentado un gran crecimiento, y ha pasado de aquellos tres trabajadores, a tener una plantilla internacional de más de 8000 trabajadores a nivel mundial. Y aquel viejo pero innovador aerogenerador Enercon E-40, del cual se han instalado más de 4000 unidades en todo el mundo, ha posibilitado que Enercon GmbH, gracias a sus más de 9500 aerogeneradores fabricados, tenga instalada una potencia mundial de generación eléctrica superior a los 10 GW (enero de 2007).
También la empresa ha logrado diseñar el que, hasta 2011, es el generador más grande del mundo el E-126 con una potencia de 7,58 MW.

## Vida personal
Wobben estaba casado, tenía un hijo y vivía en Aurich. [3]

## Muerte
Aloys Wobben murió en agosto de 2021, después de una larga enfermedad. [8]

## Premios y reconocimientos
- Portador de la Cruz de Mérito (Alemania) por su labor en el ámbito de las energías renovables y ayuda a la protección del medioambiente
- 2000 – Ganador del Premio Medio Ambiente (Alemania) concedido por la Fundación Alemana del Medio Ambiente
- 2004 – Ganador del Premio Energía Solar concedido Eurosolar (Asociación Europea de Energías Renovables) en la categoría de Premio Especial por su Compromiso con el Medio Ambiente
- 2006 – El 22 de febrero es nombrado doctor honoris causa por la Universidad de Kassel en reconocimiento a sus esfuerzos en el ámbito de la energía eólica.
- 2006 – Según la revista “Manager Magazin”, durante 2006 alcanzó un lugar entre las 100 personas más ricas de Alemania, situándose concretamente en el puesto número 82.